# Attoides eresiformis
Attoides
Genre
Espèce
Attoides eresiformis, unique représentant du genre Attoides, est une espèce fossile d'araignées aranéomorphes de la famille des Salticidae.

## Distribution
Cette espèce a été découverte dans du gypse à Aix-en-Provence en France. Elle date du Paléogène.

## Description
L'holotype mesure 3,5 mm.

## Publication originale
- Brongniart, 1877 : Note sur une Aranéide fossile des terrains tertiaires. Annales de la Société Entomologique de France, sér. 5, vol. 7, p. 221–224 (texte intégral).